# چرخه لیتیک

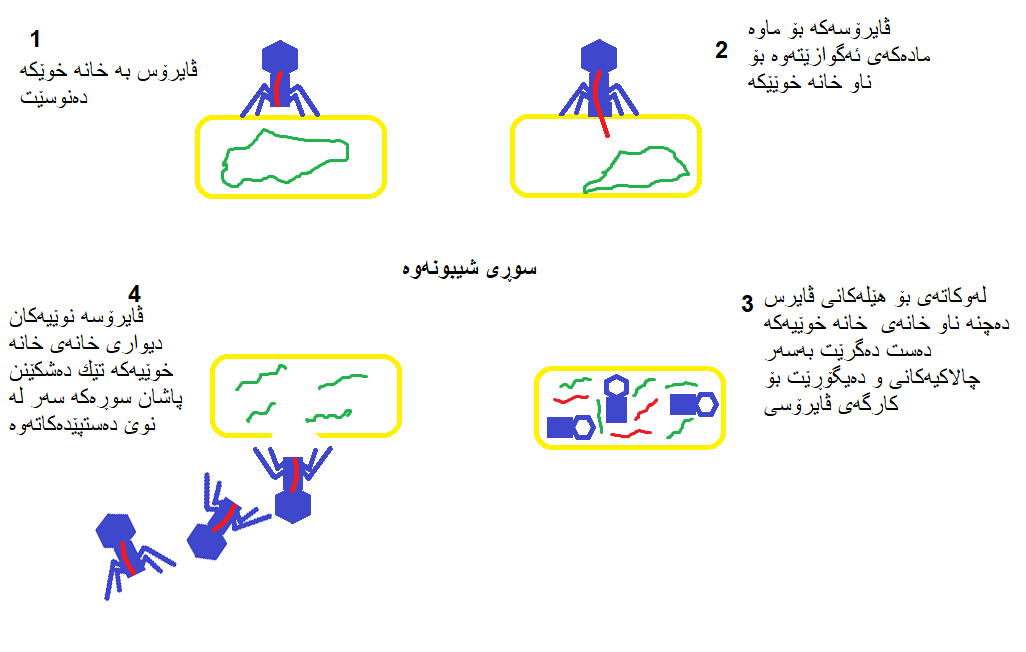
چرخه لیتیک (به زبان کردی)

نوعی چرخه ویروسی است که در آن ویروس پس از وارد کردن مواد ژنتیکی خود به داخل سلول میزبان، با استفاده از امکانات سلول میزبان (نظیر آنزیم‌ها و اندامک‌ها و ساختارهای مورد نیاز) شروع به تولید ویروس‌های جدید (همانندسازی) می‌کند.